# Dolmen van Guadalperal

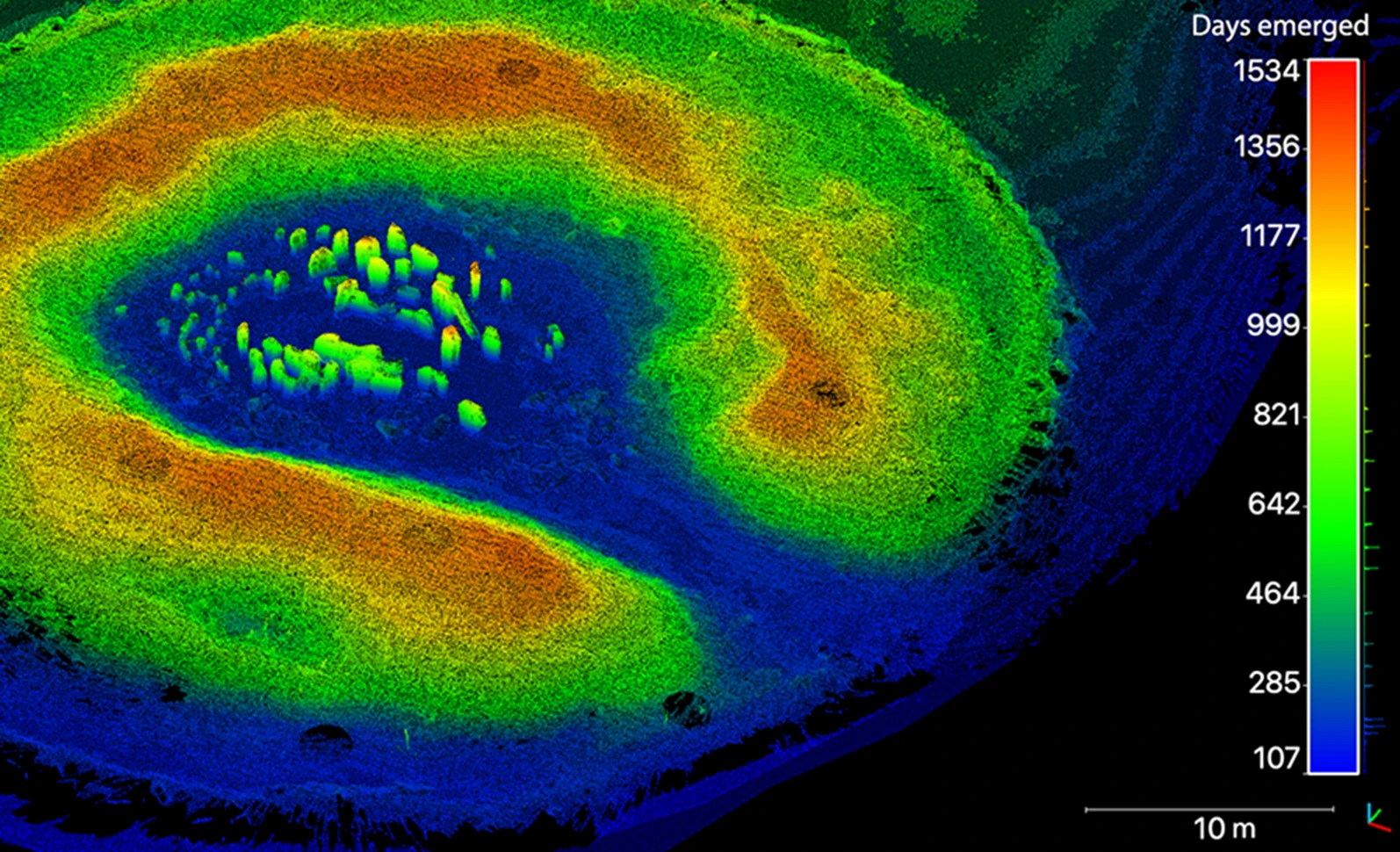
Aantal dagen waarop de omgeving boven water heeft gestaan van 1970 tot 2019

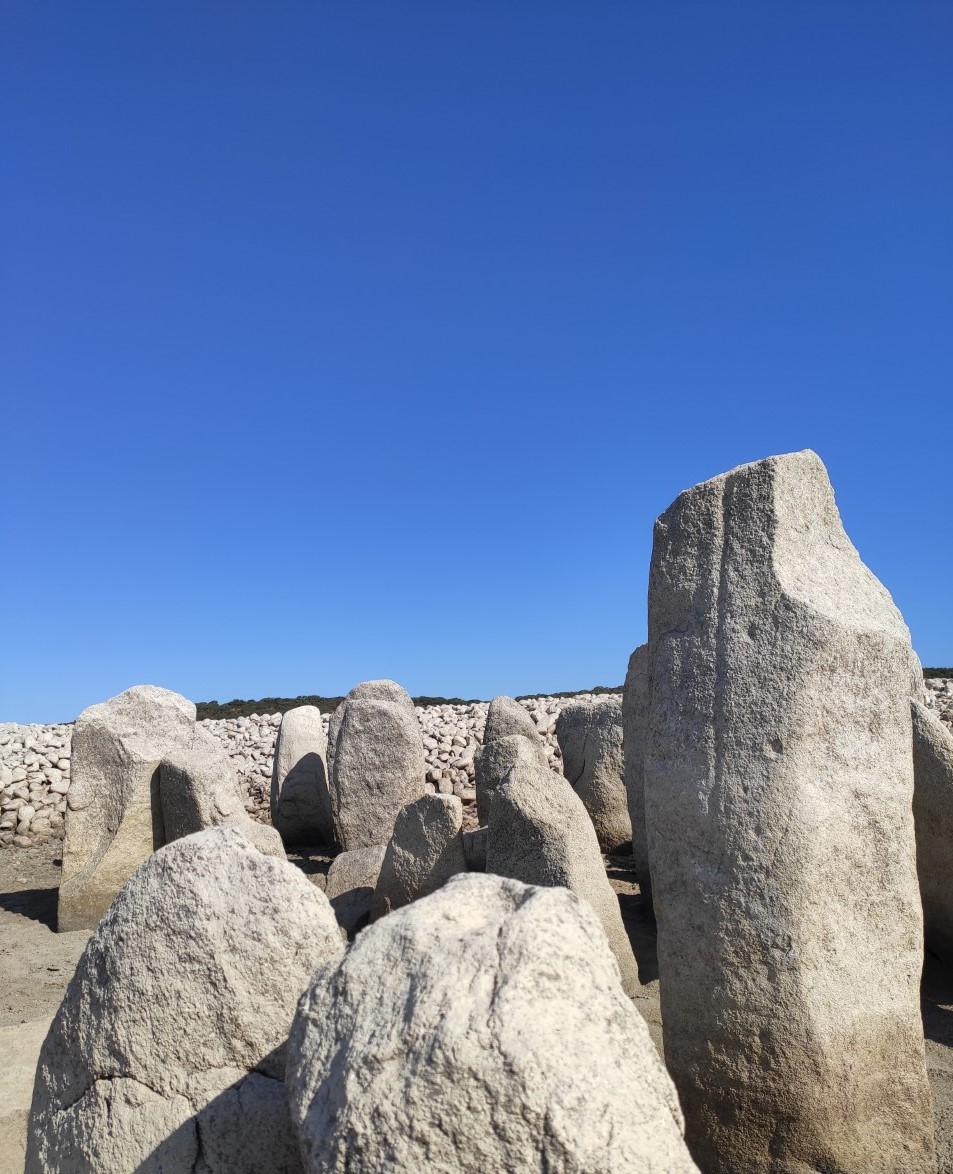

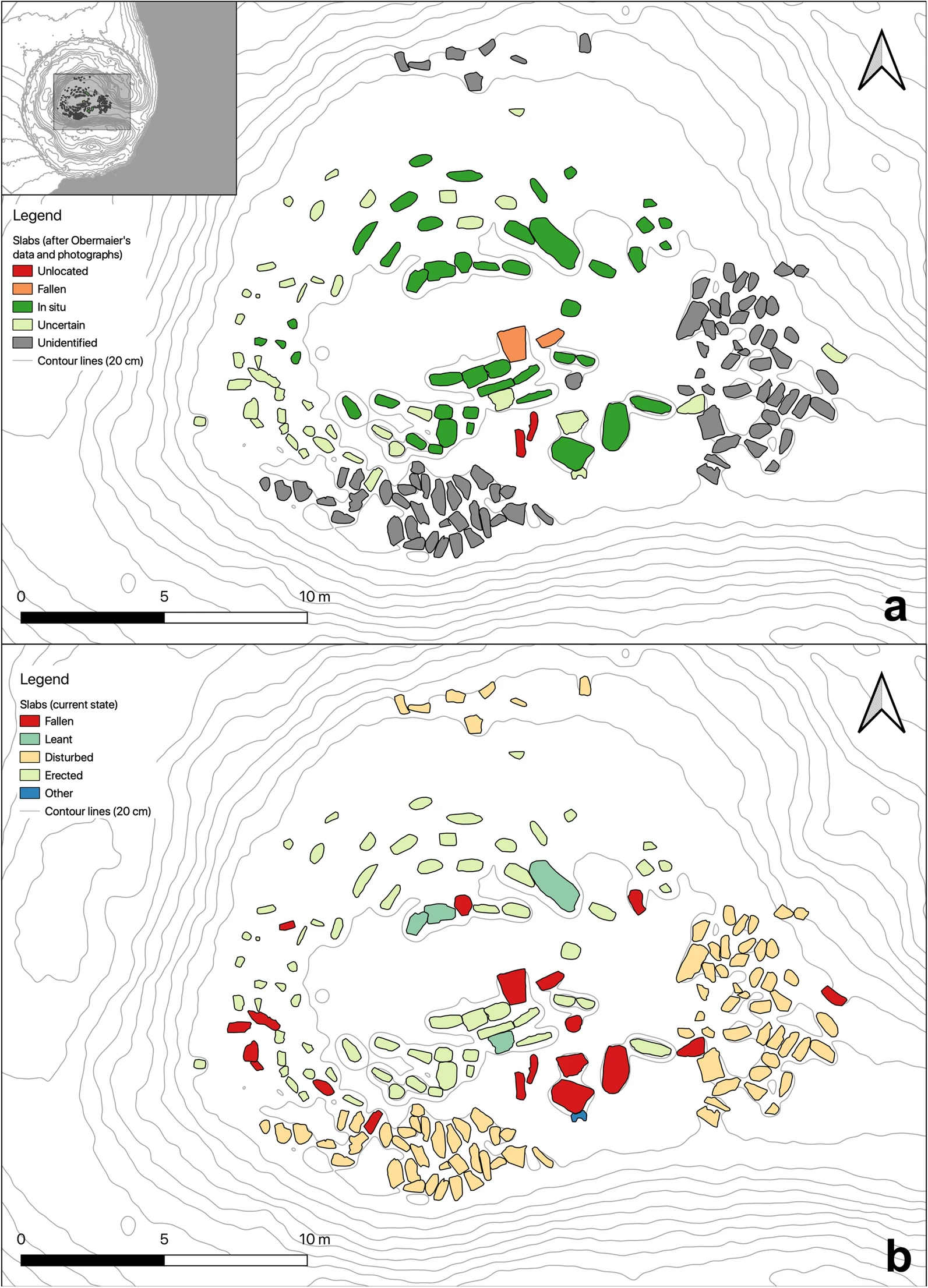
A: Ligging van de stenen volgens Obermaier en andere oude gegevens; B: Ligging in 2021

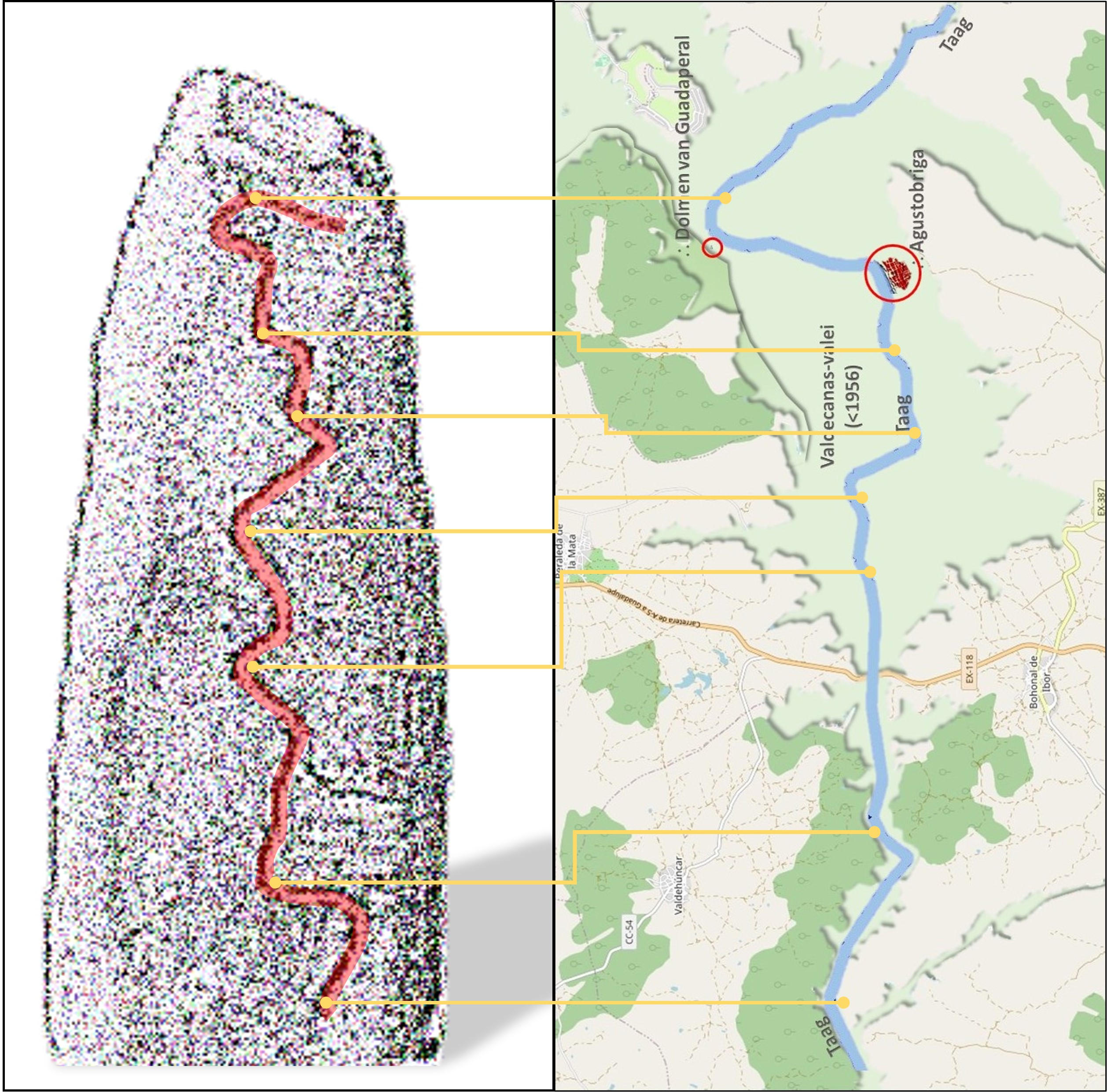
Vergelijking van de lijn op de steen met de loop van de Taag

De dolmen van Guadalperal is een prehistorisch monument in de Spaanse regio Extremadura. Het bouwwerk is aangelegd als heuvelgraf en verschillende culturen hebben eraan gebouwd van het einde van het 5e tot het 3e millennium voor Christus. Tijdens de latere bouwperiodes zijn er eerst megalieten geplaatst die het bouwwerk omvormden tot zonnetempel en daarna is het uitgebreid en van dekstenen voorzien, waarmee het een dolmen werd. Bij onderzoek in 1925 bleek dat de ruimte tussen de menhirs opgevuld was met gesteente. Dit is toen verwijderd en alleen de grote stenen bleven op hun plaats, waardoor het qua aanzien veranderde van een heuvelgraf in een dolmen.
Na de aanleg van een stuwmeer is het gebied in 1969 onder water verdwenen, maar bij lage waterstand zijn de resten soms zichtbaar, wat aanleiding was tot felle discussies in de Spaanse media over de omgang met dit erfgoed. Sinds 2022 is het beschermd als Bien de Interés Cultural.
Het bouwwerk is een van de tientallen megalithische monumenten in het stroomgebied van de Taag. Het krijgt soms de eretitel Spaans Stonehenge, maar Stonehenge is geen grafmonument.

## Locatie: water
De dolmen van Guadalperal ligt in de provincie Cáceres, ruwweg halverwege tussen Madrid en de Portugese grens, in de landstreek Campo Arañuelo.
De grens tussen de autonome regio's Extremadura en Castilië-La Mancha ligt op enkele kilometers van de dolmen en in deze regio's bevinden zich tientallen megalithische monumenten, de meeste aan rivierbeddingen in het stroomgebied van de Taag. Zeker drie kwamen er in stuwmeren te liggen: naast Guadalperal ook Guadencil en Navalcán. De dolmen van Guadalperal ligt in het zuidwestelijk deel van de gemeente El Gordo, maar is sinds 1963 van het dorp gescheiden door het Valdecañas-stuwmeer. Dichter bij de dolmen ligt het dorp Peraleda de la Mata.
Het uiterst grillig gevormde en deels ondiepe stuwmeer krimpt sterk bij droogte en heeft een oppervlakte die varieert tussen de 36 en 73 km². De dolmen bevindt zich twintig kilometer ten noordwesten van de stuwdam, gelegen ten zuiden van de dorpskern van Belvís de Monroy. De dolmen ligt in een noordelijk, ondiep deel van het stuwmeer dat pas in 1969 overstroomde. In 1992 en 2012 werd het monument door lage waterstand zichtbaar en in 2019 en 2022 kwam het droog te liggen. Tot de inundatie lag het monument op de noordoever van de Taag, waar de rivier in een scherpe noordelijke boog afwijkt van zijn westelijke hoofdrichting. 

Aangezien de loop van rivieren met de tijd kan veranderen is niet zonder meer te zeggen hoe de ligging van de dolmen ten opzichte van de waterlopen ten tijde van de bouw was. Anno 2022 ligt de dolmen op een landtong waar meerdere waterlopen uitstromen in de Taag. Pal aan de oostkant van het monument stroomt onder andere de Arroyo Sabio en vierhonderd meter naar het westen ligt de ruimere bedding van de Arroyo de Guadalperal; arroyo is Spaans voor kreek of stroom. In de zomer van 2022 stonden beide stroompjes overigens droog. Enkele kilometers westelijker, recht ten zuiden van Peraleda de la Mata, lag de Vado de Alarza, een voorde (vado) die in het droge seizoen te voet en te paard doorwaadbaar was. In deze tamelijk vlakke streek stroomt de Taag niet zo snel, zodat dit een veilige oversteekplaats was; veel andere ondiepten hadden een hoge stroomsnelheid. Daardoor was het gebied niet alleen religieus, maar ook economisch van belang.

## Blootlegging
De aanwezigheid van menhirs was wel bekend in de omgeving, maar pas tussen 1925 en 1927 werd het monument bestudeerd en als dolmen aangemerkt door de Duits-Spaanse archeoloog Hugo Obermaier. Hij was medewerker en later hoogleraar aan de Centrale Universiteit van Madrid, tegenwoordig de Complutense-universiteit van Madrid. Hij ontdekte het bouwwerk tijdens een expeditie die hij maakte als gast van de hertog van Peñaranda en heeft het monument opgegraven en deels ontmanteld. Zijn verslag was Duitstalig en trok in Spanje geen aandacht. Het werd pas in 1960 volledig gepubliceerd door de archeologen Georg en Vera Leisner, die vele prehistorische sites in midden-Spanje beschreven hebben.

## Bouwperiodes en gebruik
Bij veel van de megalieten bij de Taag zijn goed afgebakende perioden van bouw en gebruik bekend, maar dat is niet het geval bij de dolmen van Guadalperal, die van het 5e millennium v.Chr. tot het 3e millennium v.Chr. voor wisselende bestemmingen aangepast werd. Afgaande op het werk van de Leisners zijn er drie perioden te onderscheiden: de pre-megalithische en de megalithische periode en daarna de klokbekerperiode. Anno 2021 wachtte deze tientallen jaren oude indeling nog op bevestiging door andere onderzoekers.
Het bouwwerk was in zijn oudste vorm een heuvelgraf zonder grote stenen. Later is er een cirkel van menhirs geplaatst om een zonnetempel te vormen, mogelijk door Kelten; het was toen evenals Stonehenge een cromlech, wat niet opgemerkt is door diverse publicisten die bezwaar maken tegen de aanduiding als Spaans Stonehenge. Weer later werden er draagstenen en dekstenen toegevoegd, zodat het een dolmen werd en dus opnieuw een funeraire functie kreeg.

## Beschrijving
Afhankelijk van de bronnen zou het bouwwerk 114 of ongeveer 150 granieten menhirs bevatten. Deze staan of stonden in langwerpige, concentrische kringen, waarbij de middelste fungeerden als draagstenen. Deze twaalf of dertien stenen vormen een eivormige kamer van vijf meter in diameter, met een toegangsgang van bijna tien meter lang en ongeveer anderhalve meter breed, die de kamer verbond met een onoverdekt voorhof. Het bouwmateriaal is gehaald uit de omgeving, tot vijf kilometer van de dolmen. De gelijkenis met de bovenstrooms gelegen dolmen van Navalcán is opvallend, vooral rond de toegang van de kamer.
Direct bij de ingang van de kamer staat een twee meter hoge menhir die versierd is met gravures. In een van de menhirs is een golvende lijn gekerfd die uitgelegd is als een kaart van het toenmalige stroomgebied van de Taag; afwijkingen worden verklaard door een veranderde loop van de Taag. Volgens de archeologe Primitiva Bueno Ramírez stelt deze echter een slang voor.
Het monument dat Obermaier aantrof was een groot heuvelgraf van kwartsietbrokken dat opgevuld was met sediment. Er waren zoveel brokken dat slechts enkele van de draagstenen er iets bovenuit staken. Artefacten stuurde hij naar zijn vaderland Duitsland, maar de enorme hoeveelheid brokken gooide hij weg rondom de megalieten. De "buitenste ring" is materiaal dat oorspronkelijk in het monument lag en door Obermaier weggegooid is. Hij repareerde de gang met beton, maar de meeste stenen zijn toch omgevallen.
Op een stortplaats die bij het bouwwerk hoorde vond Obermaier elf bijlen, alsmede scherven, vuurstenen messen en een koperen pons. Ook ontdekte hij een nederzetting die vermoedelijk dateert van voor de tijd dat het bouwwerk verbouwd werd tot dolmen. Hier vond hij huizen en bewoningssporen zoals vlekken van houtskool en as. Verder ook keramiek, maalstenen en slijpstenen voor bijlen. Tot de Romeinse overblijfselen op de site behoren een munt, aardewerkfragmenten en een slijpsteen. 

## Bescherming en exploitatie
Op 10 mei 2022 werd het gebied door Miquel Iceta, de Spaanse minister van Cultuur en Sport, uitgeroepen tot beschermde archeologische zone en aangemerkt als Bien de Interés Cultural (BIC). Het is echter onduidelijk hoe het monument het beste beschermd kan worden. Het is aangetast door het water en het droogvallen brengt risico's mee. Door de recente bekendheid zijn er ook bezoekers op af gekomen, wat op den duur ook tot schade zal leiden; de kleine omliggende gemeenten hebben niet de middelen om dit in goede banen te leiden. Daarom wordt voorgesteld het monument te verplaatsen naar een toegankelijkere plaats en zo tevens het toerisme te stimuleren. Daardoor zou het echter zijn context verliezen, zodat er bezwaar wordt gemaakt tegen deze oplossing. Een groep onderzoekers van de locatie benadrukt dat het monument zijn betekenis ontleent aan het landschap, maar er tevens betekenis aan geeft.